# Деніче
Деніче (італ. Denice, п'єм. Dens) — муніципалітет в Італії, у регіоні П'ємонт,  провінція Алессандрія.
Деніче розташоване на відстані близько 460 км на північний захід від Рима, 75 км на південний схід від Турина, 45 км на південний захід від Алессандрії.
Населення — 179 осіб (2014).
Щорічний фестиваль відбувається 10 серпня. Покровитель — святий мученик Лаврентій.

## Демографія
Населення за роками:

Станом на 1 січня 2023 року в муніципалітеті офіційно проживало 10 іноземців з 6 країн, серед них 7 громадян країн Євросоюзу та 1 громадянин України.

## Сусідні муніципалітети
- Момбальдоне
- Монастеро-Борміда
- Монтек'яро-д'Аккуї
- Понті
- Роккаверано